# Carel de Iongh
Carel de Iongh (ur. 6 października 1883 w Dordrechcie, zm. 2 czerwca 1964 w Voorburgu) – holenderski strzelec, olimpijczyk.
Uczestnik Letnich Igrzysk Olimpijskich 1924. Zajął 65. miejsce w karabinie dowolnym leżąc z 600 m i 16. pozycję w karabinie dowolnym drużynowo.

## Wyniki

### Igrzyska olimpijskie
| Igrzyska   | Konkurencja                  | Wynik                           | Miejsce | Źródło |
| ---------- | ---------------------------- | ------------------------------- | ------- | ------ |
| Paryż 1924 | Karabin dowolny, drużynowo   | 458 pkt. (druż.) 94 pkt. (ind.) | 16      | [ 2 ]  |
| Paryż 1924 | Karabin dowolny leżąc, 600 m | 62 pkt.                         | 65      | [ 1 ]  |